# شهرستان گوادلوپ (نیومکزیکو)
شهرستان گودالوپ، نیومکزیکو (به انگلیسی: Guadalupe County, New Mexico) یک سکونتگاه مسکونی در ایالات متحده آمریکا است که در نیومکزیکو واقع شده‌است.

## خصوصیات
شهرستان گودالوپ ۷٬۸۵۲٫۸۹ کیلومترمربع مساحت دارد.